# Pane tabouna
Il pane Tabouna è un pane tradizionale tunisino, cotto lungo le pareti di un forno in terracotta, a sua volta chiamato tabouna.

## Etimologia
Il nome deriva dal tabouna dall''arabo taboun طابون‎ che designa il focolare, il verbo Tabana طبن‎ che significa "attizzare il fuoco". 
Il tabouna può avere diverse denominazioni regionali. Così, nella Tunisia nord-occidentale, come a Béja, questo pane si chiama jerdga (singolare) o jredeg (plurale), mentre il tabouna da forno si chiama gouja . 

## Preparazione
Realizzato con farina, il pane tabouna ha una forma rotonda abbastanza appiattita. È spesso decorato sulla sua superficie superiore con semi di sesamo . 

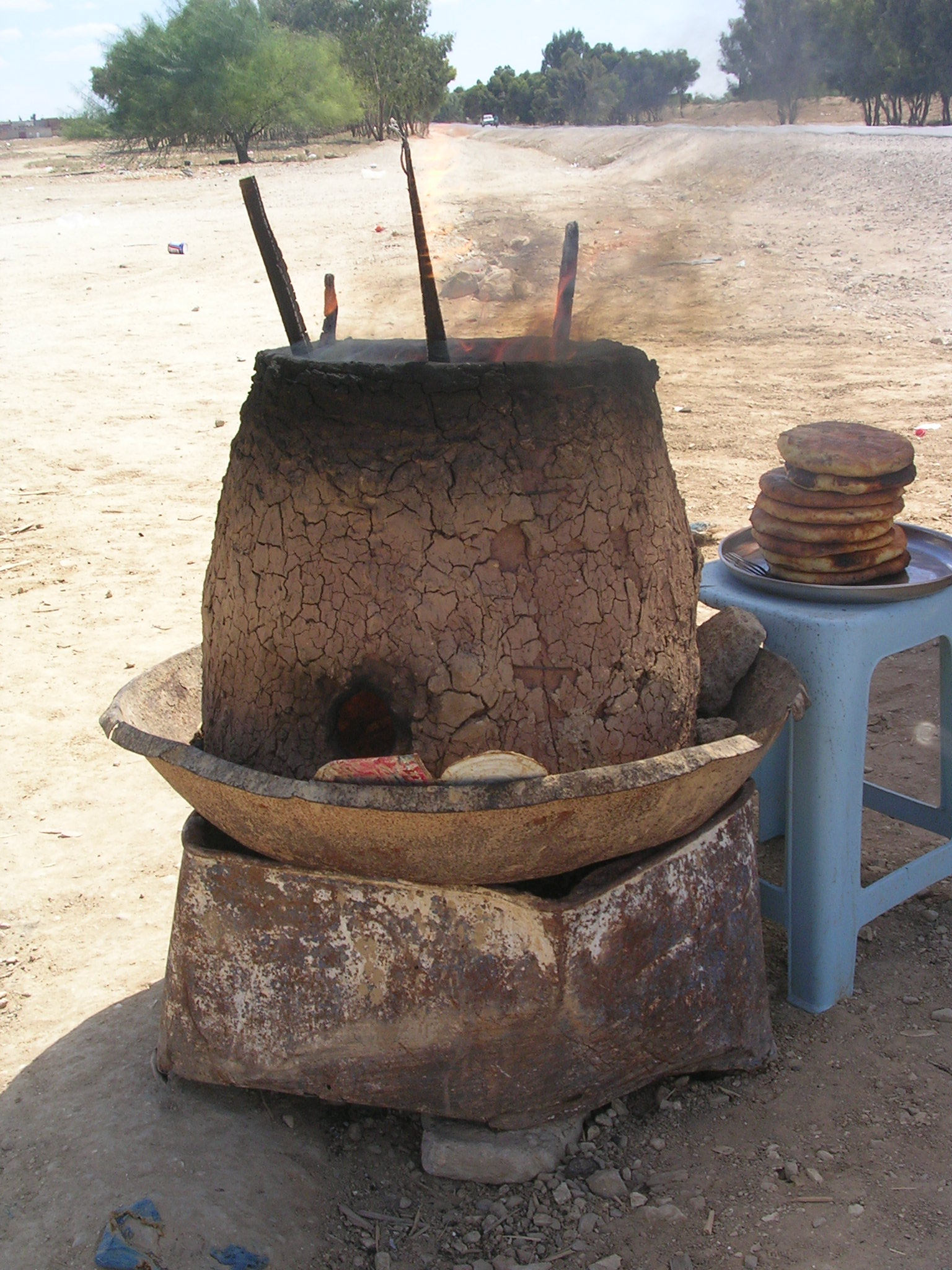
Tabouna (forno tradizionale in terracotta) utilizzato per cuocere il pane.
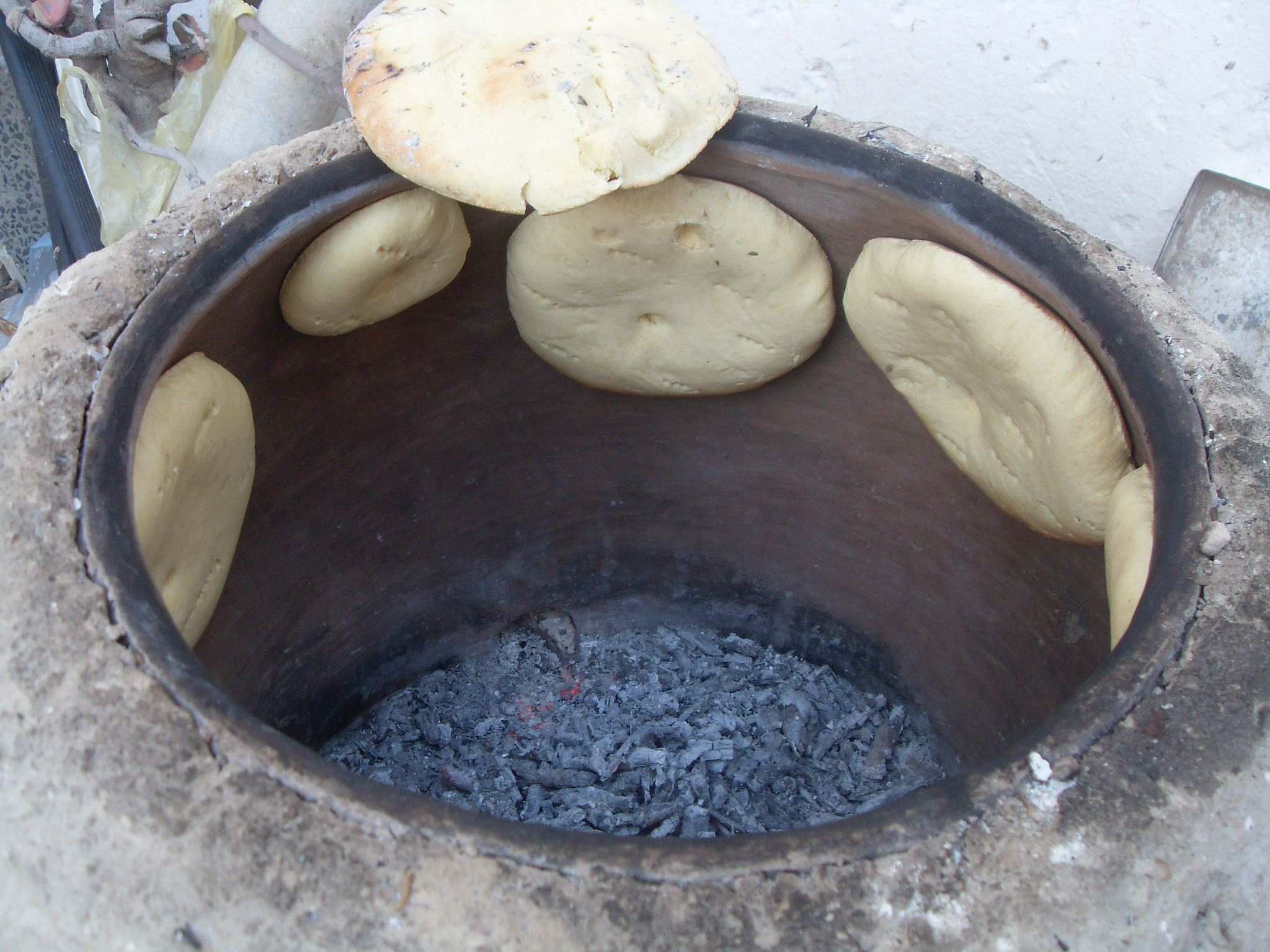
Pane nel forno.